# Ulrich von Weber
Ulrich Reinhard Sigmund von Weber (* 5. Mai 1908 in Würzburg; † 3. Juli 1986 in Rostock) war ein deutscher Chemiker (Physikalische Chemie).
Ulrich von Weber studierte nach dem Abitur in Würzburg ab 1927 Chemie an der Universität München und der Universität Würzburg mit dem Abschluss 1932. Er wurde 1935 an der Universität Würzburg promoviert (Razemisierungsversuche an schwer razemisierbaren Stoffen im Gaszustand) und war ab 1935 Privatassistent an der TH Karlsruhe. 1939 ging er an das Institut für Kohleforschung in Mülheim an der Ruhr und 1940 bis 1942 war er Privatassistent im Institut für Physikalische Chemie der Universität Leipzig. 1942 bis 1945 forschte er am Institut für Treib- und Schmierstoffe in Straßburg. Nach dem Krieg war er ab 1946 Assistent bei Kurt Bennewitz am von Gottwalt Fischer geleiteten Chemischen Institut in Würzburg und ab 1949 Oberassistent in Leipzig. 1953 wurde er Professor mit Lehrauftrag für Physikalische Chemie an der Universität Rostock (und war Direktor des Instituts für Physikalische Chemie), habilitierte sich dort 1963 (Untersuchung der Dampf-Flüssigkeit-Gleichgewichte in einem weiten Temperaturbereich) und wurde 1969 ordentlicher Professor. 1973 wurde er emeritiert.